# Grzegorz Furgo
Grzegorz Witold Furgo (ur. 7 kwietnia 1957 w Gdańsku) – polski menedżer branży kulturalnej, producent imprez kulturalnych i polityk, poseł na Sejm VIII kadencji, w latach 2019–2020 dyrektor Centrum Informacyjnego Senatu.

## Życiorys
Z wykształcenia politolog, absolwent Ateneum – Szkoły Wyższej w Gdańsku. Od końca lat 70. związany z branżą kulturalną jako organizator imprez, pracował początkowo w Bałtyckiej Agencji Artystycznej BART. W 1989 założył Agencję Kontakt, przekształconą później w firmę Art Production Grzegorz Furgo. Poprzez swoje przedsiębiorstwo zajął się organizowaniem m.in. wystaw malarskich (Pabla Picassa, Salvadora Dalíego i innych), koncertów muzycznych, spektakli teatralnych i imprez targowych. W 2012 założył Scenę Teatralną NOT w Gdańsku, mieszczącą się w Domu Technika Naczelnej Organizacji Technicznej. Wyróżniony m.in. w plebiscycie „Radiowa Osobowość Roku 2004” organizowanym przez Radio Gdańsk.
W wyborach parlamentarnych w 2015 kandydował do Sejmu w okręgu gdyńsko-słupskim z pierwszego miejsca na liście Nowoczesnej Ryszarda Petru. Uzyskał mandat posła VIII kadencji, otrzymując 14 247 głosów. W Sejmie VIII kadencji został członkiem Komisji Kultury i Środków Przekazu oraz Komisji Zdrowia, pracował też w Komisji Kultury Fizycznej, Sportu i Turystyki (2015–2017). Był wiceprzewodniczącym pomorskiego regionu Nowoczesnej i członkiem rady krajowej partii. W kwietniu 2017 został zawieszony w prawach członka ugrupowania, po czym przeszedł do klubu parlamentarnego Platformy Obywatelskiej (później został także członkiem partii). W wyborach do Parlamentu Europejskiego w 2019 bezskutecznie ubiegał się o mandat posła do PE z listy Koalicji Europejskiej. W wyborach krajowych w tym samym roku nie uzyskał poselskiej reelekcji.
W listopadzie 2019 został dyrektorem Centrum Informacyjnego Senatu, pełnił tę funkcję do października 2020.